# مکان‌های دفن رئیس‌جمهورهای ایالات متحده آمریکا

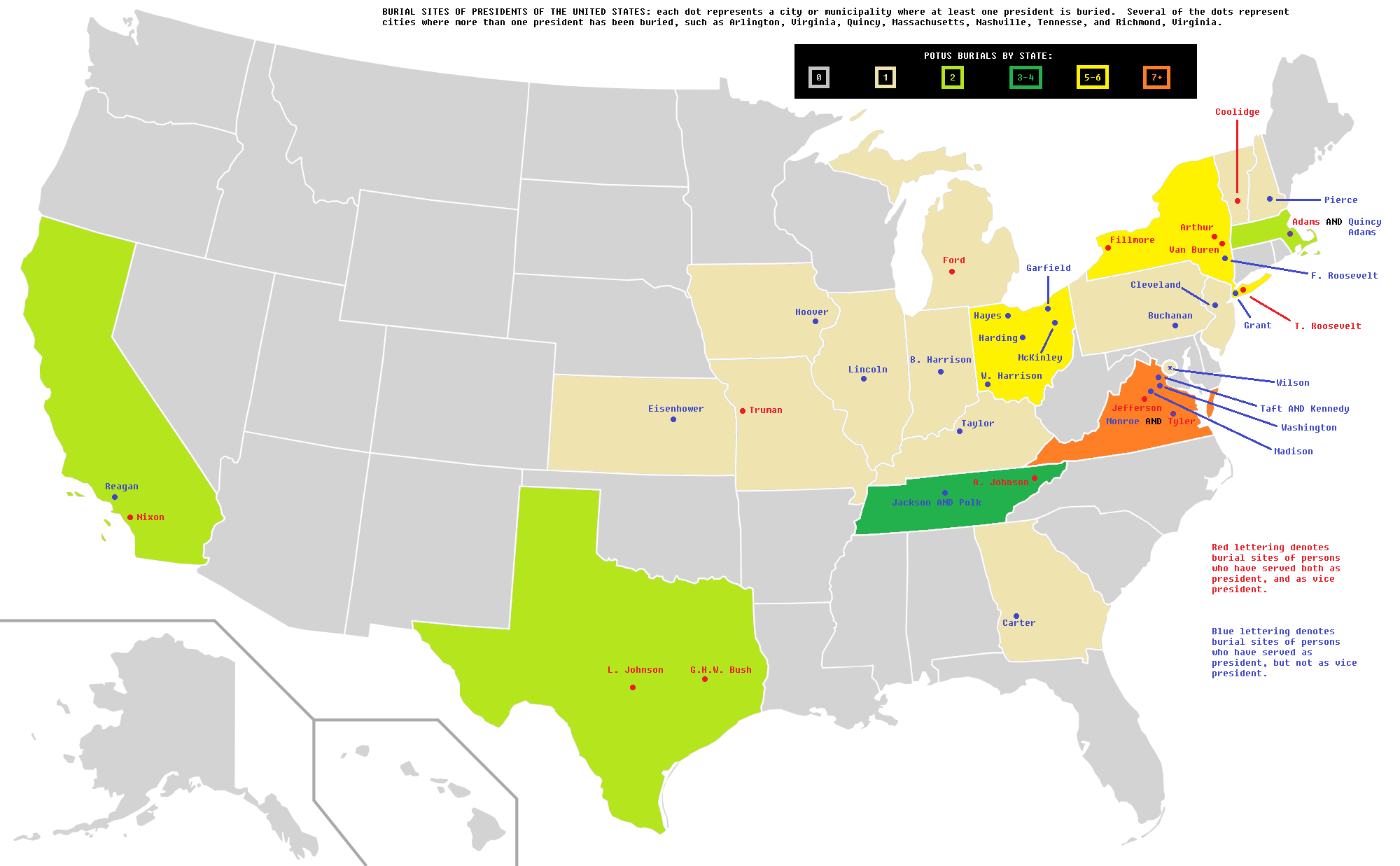
مکان‌های دفن رئیس‌جمهورهای آمریکا

فهرست مکان‌های دفن رئیس‌جمهورهای آمریکا به شرح زیر است:

## مکان‌های خاکسپاری

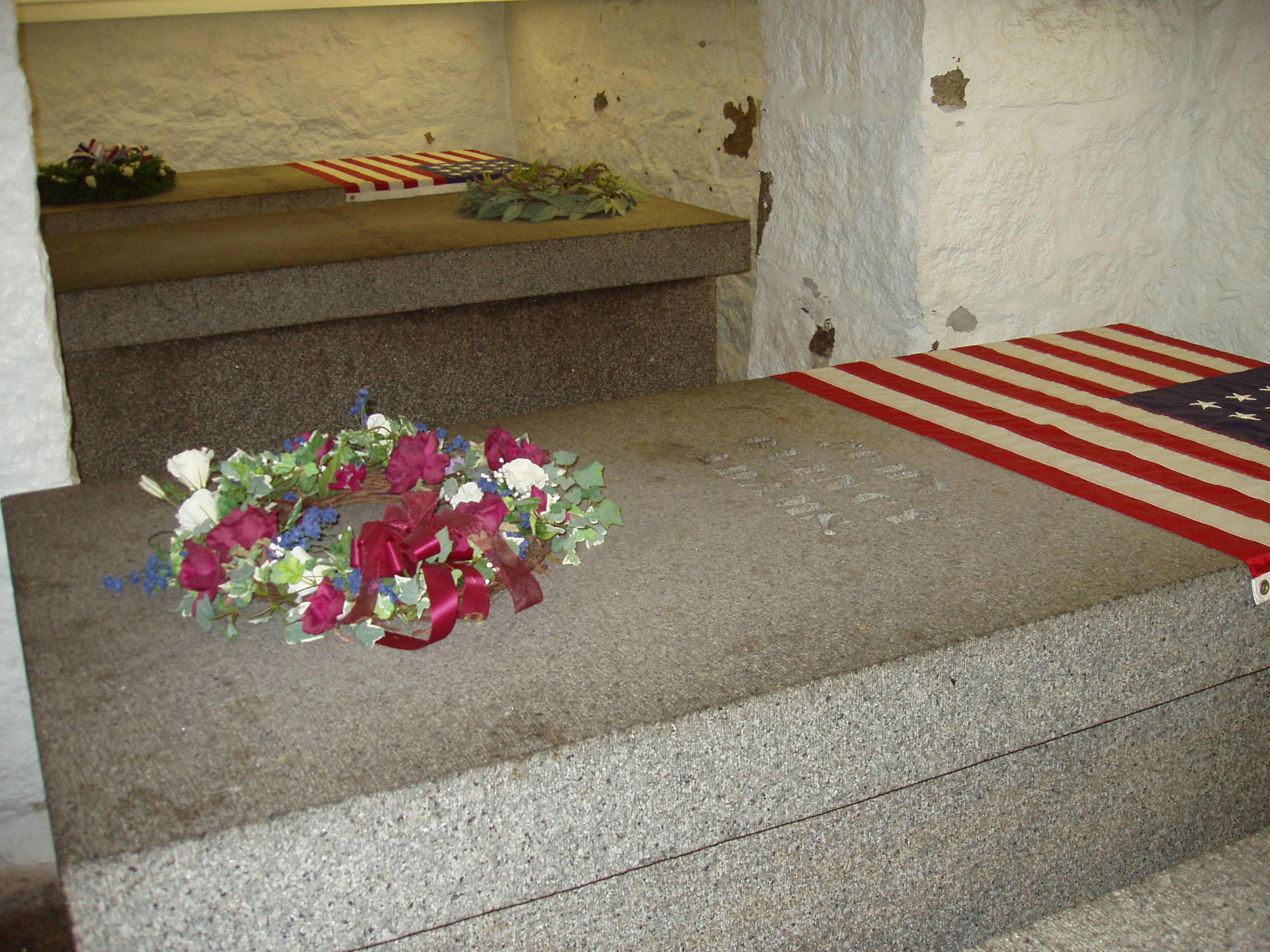
آرام گاه جان آدامز و جان کوئینسی آدامز در کلیسای فرست یونایتد پریش کوئنسی، ماساچوست

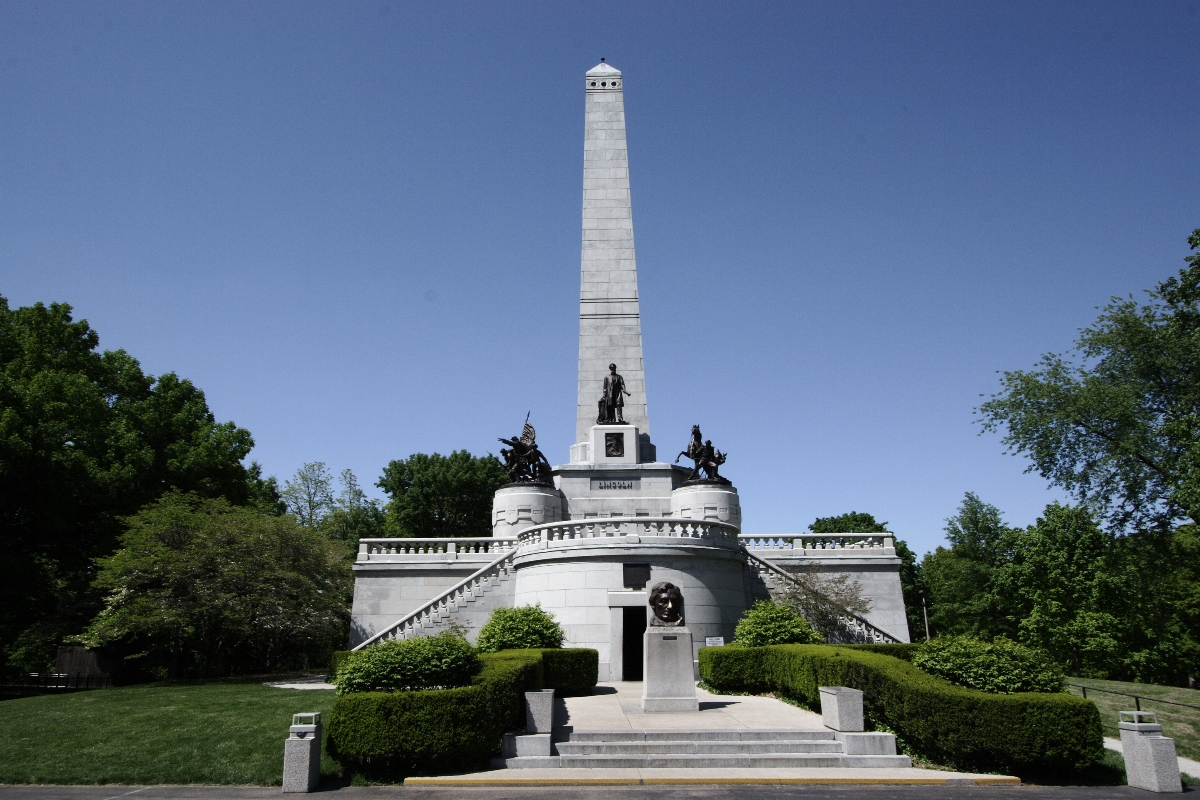
آرامگاه لینکلن واقع در گورستان اوک ریج در اسپرینگ‌فیلد

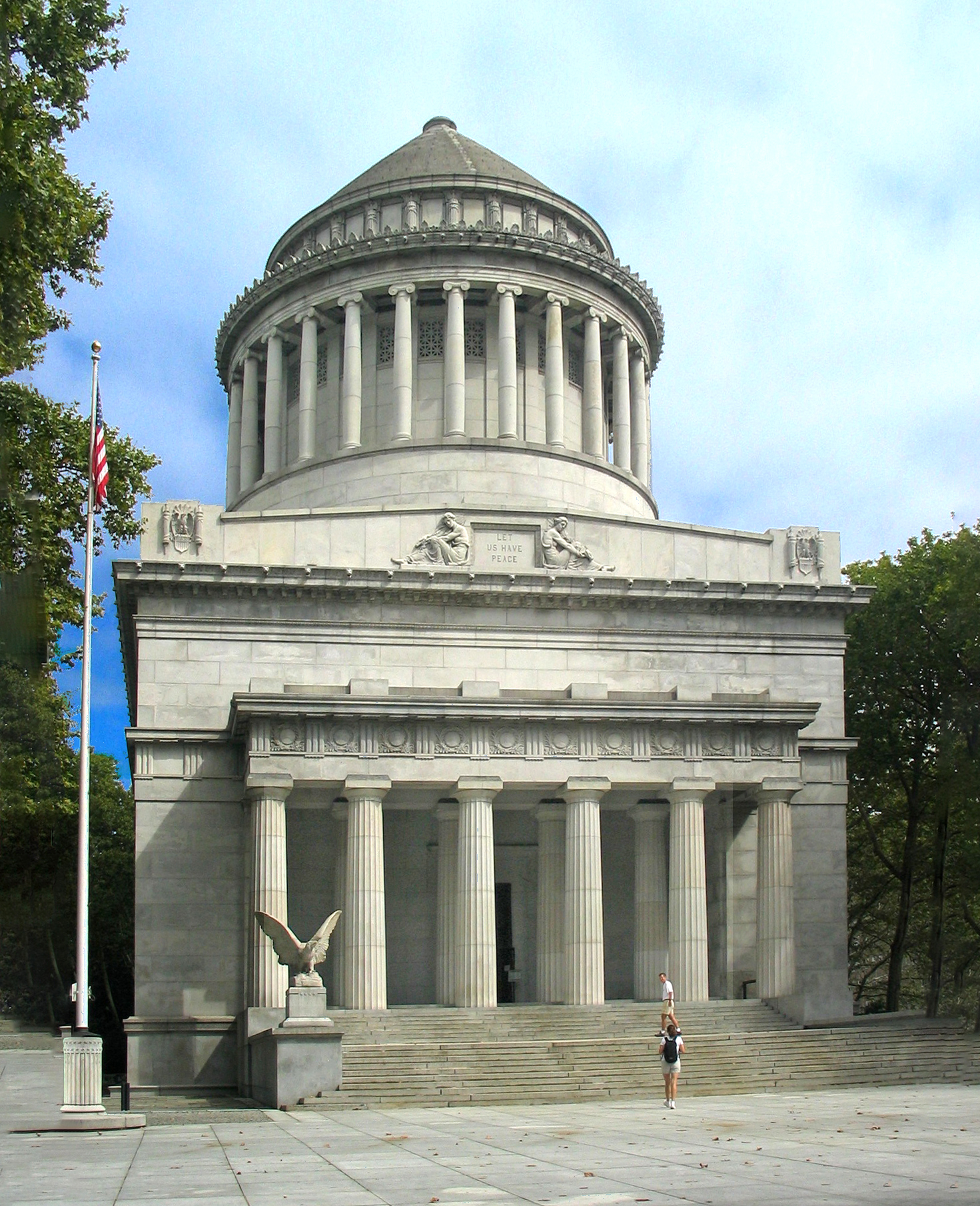
گورستان گرند در نیویورک

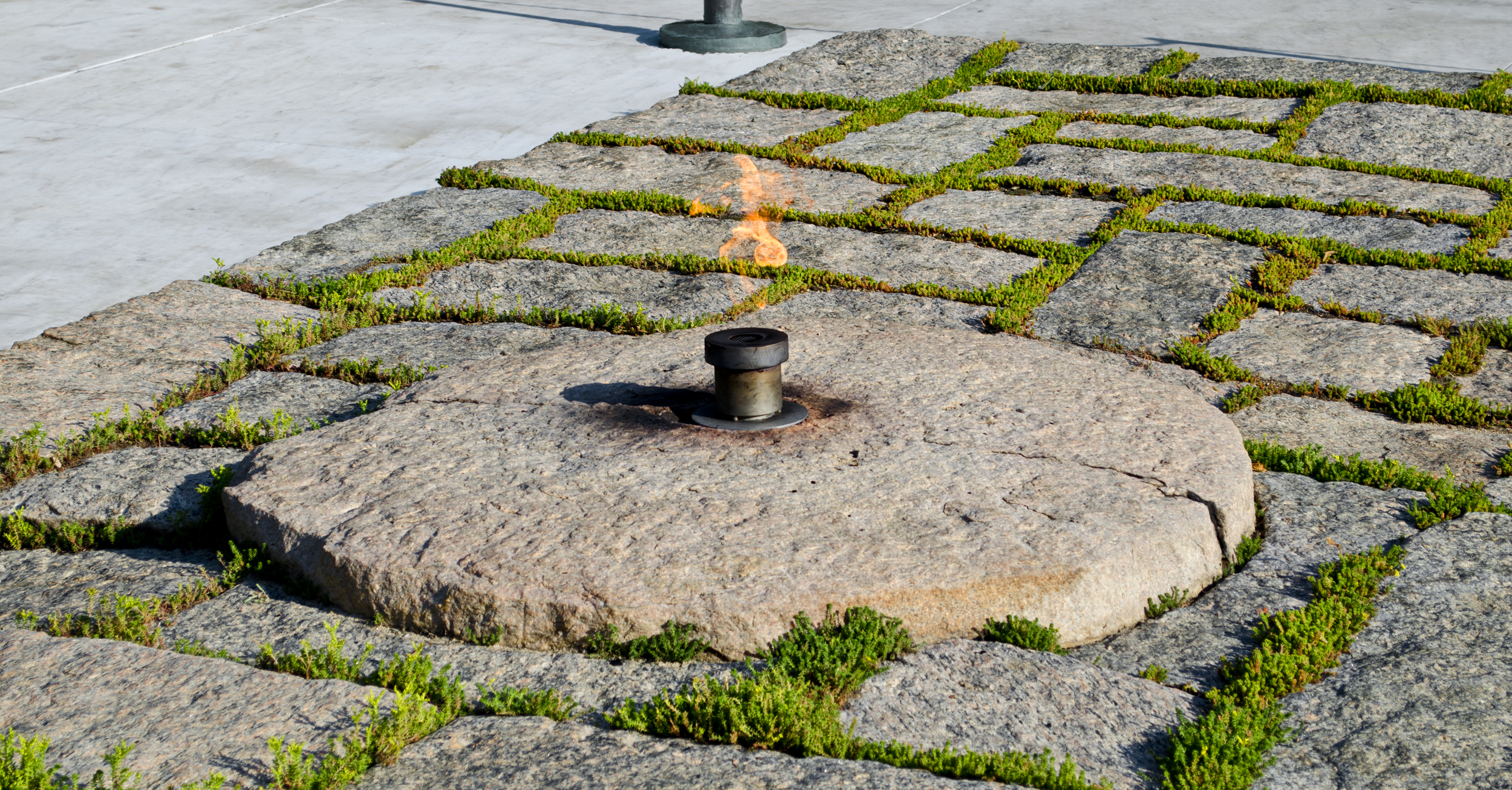
شعله جاودانی جان اف. کندی در آرامگاه ملی آرلینگتون. ویلیام هاوارد تفت نیز در همین گورستان خاکسپاری شده‌است

| ردیف  | رئیس‌جمهور             | مکان                                                      | شهر                    | ایالت             |
| ----- | --------------------- | --------------------------------------------------------- | ---------------------- | ----------------- |
| ۱     | جورج واشینگتن         | کوه ورنون                                                 | کوه ورنون              | ویرجینیا          |
| ۲     | جان آدامز             | کلیسای پریش اول متحده                                     | کوئنسی، ماساچوست       | ماساچوست          |
| ۳     | توماس جفرسون          | مانتیسلو                                                  | شارلوتزویل، ویرجینیا   | ویرجینیا          |
| ۴     | جیمز مدیسون           | مون‌پلیه                                                   | Orange                 | ویرجینیا          |
| ۵     | جیمز مونرو            | گورستان هالیوود                                           | ریچموند، ویرجینیا      | ویرجینیا          |
| ۶     | جان کوئینسی آدامز     | کلیسای پریش اول متحده                                     | کوئنسی، ماساچوست       | ماساچوست          |
| ۷     | اندرو جکسون           | The Hermitage                                             | نشویل                  | تنسی              |
| ۸     | مارتین ون بورن        | Kinderhook گورستان                                        | کیندرهوک، نیویورک      | ایالت نیویورک     |
| ۹     | ویلیام هنری هریسون    | William Henry Harrison Tomb State Memorial                | North Bend             | اوهایو            |
| ۱۰    | جان تایلر             | گورستان هالیوود                                           | ریچموند، ویرجینیا      | ویرجینیا          |
| ۱۱    | جیمز ناکس پولک        | ساختمان کاپیتل ایالت تنسی                                 | نشویل                  | تنسی              |
| ۱۲    | زکری تیلور            | Zachary Taylor National گورستان                           | لوییویل                | کنتاکی            |
| ۱۳    | میلارد فیلمور         | Forest Lawn گورستان                                       | بوفالو، نیویورک        | ایالت نیویورک     |
| ۱۴    | فرانکلین پیرس         | Old North گورستان                                         | کنکورد، نیوهمپشایر     | نیوهمپشایر        |
| ۱۵    | جیمز بیوکنن           | Woodward Hill گورستان                                     | لنکستر، پنسیلوانیا     | پنسیلوانیا        |
| ۱۶    | آبراهام لینکلن        | آرامگاه لینکلن، Oak Ridge گورستان                         | اسپرینگ‌فیلد            | ایلی‌نوی           |
| ۱۷    | اندرو جانسون          | Andrew Johnson National گورستان                           | گرینویل                | تنسی              |
| ۱۸    | یولیسیز سایمن گرانت   | Grant's Tomb                                              | نیویورک                | ایالت نیویورک     |
| ۱۹    | رادرفورد بیرچارد هیز  | Spiegel Grove                                             | فرمونت، اوهایو         | اوهایو            |
| ۲۰    | جیمز آبرام گارفیلد    | James A. Garfield Memorial, Lake View گورستان             | کلیولند                | اوهایو            |
| ۲۱    | چستر آلن آرتور        | Albany Rural گورستان                                      | Menands                | ایالت نیویورک     |
| ۲۲/۲۴ | استیفن گراور کلیولند  | Princeton گورستان                                         | پرینستون، نیوجرسی      | نیوجرسی           |
| ۲۳    | بنیامین هریسون        | Crown Hill گورستان                                        | ایندیاناپولیس          | ایندیانا          |
| ۲۵    | ویلیام مک‌کینلی        | یادبود ملی مک کینلی                                       | کنتون، اوهایو          | اوهایو            |
| ۲۶    | تئودور روزولت         | گورستان یادبود جوانان                                     | خلیج اویستر            | ایالت نیویورک     |
| ۲۷    | ویلیام هووارد تافت    | آرامگاه ملی آرلینگتون                                     | آرلینگتون (ویرجینیا)   | ویرجینیا          |
| ۲۸    | توماس وودرو ویلسون    | کلیسای ملی واشینگتن                                       | واشینگتن، دی. سی.      | واشینگتن، دی. سی. |
| ۲۹    | وارن جی. هاردینگ      | گورستان ماریون دریافت والوت (اصلی) آرامگاه هاردینگ (دائم) | ماریون، اوهایو         | اوهایو            |
| ۳۰    | جان کالوین کولیج      | پلیموت ناچ گورستان                                        | پلیموت ناچ             | ورمانت            |
| ۳۱    | هربرت هوور            | کتابخانه و موزه ریاست جمهوری هربرت هوور                   | وست برنچ، آیووا        | آیووا             |
| ۳۲    | فرانکلین دلانو روزولت | اسپرینگوود                                                | هاید پارک              | ایالت نیویورک     |
| ۳۳    | هری ترومن             | موزه و کتابخانه ریاست جمهوری هری ترومن                    | ایندیپندنس، میزوری     | میزوری            |
| ۳۴    | دوایت آیزنهاور        | مرکز ریاست جمهوری آیزنهاور                                | ابیلین، کانزاس         | کانزاس            |
| ۳۵    | جان اف. کندی          | آرامگاه ملی آرلینگتون                                     | آرلینگتون (ویرجینیا)   | ویرجینیا          |
| ۳۶    | لیندون بینز جانسون    | پارک تاریخی ملی لیندون بی. جانسون                         | استون وال              | تگزاس             |
| ۳۷    | ریچارد نیکسون         | موزه و کتابخانه ریاست جمهوری ریچارد نیکسون                | یوربا لیندا، کالیفرنیا | کالیفرنیا         |
| ۳۸    | جرالد فورد            | موزه فورد آر جرالد                                        | گرند رپیدز، میشیگان    | میشیگان           |
| ۳۹    | جیمی کارتر            | پارک تاریخی ملی جیمی کارتر                                | پلینز، جورجیا          | جورجیا            |
| ۴۰    | رونالد ریگان          | کتابخانه ریاست جمهوری رونالد ریگان                        | سیمی ولی، کالیفرنیا    | کالیفرنیا         |
| ۴۱    | جرج اچ. دابلیو بوش    | کتابخانه ریاست جمهوری جرج بوش                             | کالج استیشن، تگزاس     | تگزاس             |

رئیس جمهورها بیل کلینتون، جورج دبلیو بوش، باراک اوباما، دونالد ترامپ و جو بایدن زنده هستند.